# Grand Prix La Marseillaise 2013
La 34e édition du Grand Prix La Marseillaise s'est déroulée le 27 janvier 2013. C'est la première épreuve de la Coupe de France de cyclisme sur route 2013 et de l'UCI Europe Tour 2013.
Cette 34e édition est remporté par un français comme depuis 2008 par Justin Jules. Il remporte le Grand Prix au sprint devant le tenant du titre: Samuel Dumoulin. Jelle Wallays remporte le classement de la montagne en passant en tête de toutes les côtes devant son compagnon d'échappée: Thomas Vaubourzeix. Thomas Damuseau qui termine troisième derrière le vainqueur et le tenant du titre prend la tête du classement du meilleur jeune.
Ce grand prix est la première manche de la Coupe de France de cyclisme sur route 2013. Le vainqueur Justin Jules prend la tête de la coupe de France avec 50 pts. Le classement par équipes est dominée par l'équipe AG2R La Mondiale avec 12 pts.

## Présentation

### Participants

#### Équipes
Classé en catégorie 1.1 de l'UCI Europe Tour, le Grand Prix d'ouverture La Marseillaise est par conséquent ouvert aux UCI ProTeams dans la limite de 50 % des équipes participantes, aux équipes continentales professionnelles, aux équipes continentales et à des équipes nationales.
17 équipes participent à cette édition : 6 équipes ProTeams, 7 équipes continentales professionnelles et 4 équipes continentales.
| Nom de l'équipe   | Pays     | Code | Marque de cycle    |
| ----------------- | -------- | ---- | ------------------ |
| AG2R La Mondiale  | France   | ALM  | Kuota              |
| Argos-Shimanno    | Pays-Bas | ARG  | Felt Bicycles (en) |
| Euskaltel Euskadi | Espagne  | EUS  | Orbea              |
| FDJ               | France   | FDJ  | Lapierre           |
| Lotto-Belisol     | Belgique | LTB  | Ridley             |
| Vacansoleil-DCM   | Pays-Bas | VCD  | Bianchi            |

| Nom de l'équipe              | Pays     | Code | Marque de Cycle    |
| ---------------------------- | -------- | ---- | ------------------ |
| Cofidis                      | France   | COF  | Look               |
| Europcar                     | France   | EUC  | Colnago            |
| Crelan-Euphony               | Belgique | CRE  | Colnago            |
| Topsport Vlaanderen-Baloise  | Belgique | TSV  | Eddy Merckx Cycles |
| Bretagne-Séché Environnement | France   | BSE  | KTM                |
| Sojasun                      | France   | SAU  | Time               |
| Accent Jobs-Wanty            | Belgique | AJW  |                    |

| Nom de l'équipe         | Pays     | Code | Marque de cycle |
| ----------------------- | -------- | ---- | --------------- |
| BigMat-Auber 93         | France   | AUB  | Look            |
| Roubaix Lille Métropole | France   | RLM  | Lapierre        |
| La Pomme Marseille      | France   | LPM  | CKT             |
| An Post-ChainReaction   | Belgique | SKT  | Specialized     |

### Parcours
Le départ fictif est donné devant le Conseil Général des Bouches-du-Rhône au nord de Marseille, comme lors des précédents éditions. Après un défilé de 9 km, les coureurs franchissent la ligne du départ réel à Allauch. Le parcours prévoit ensuite de remonter vers le nord jusqu'à Châteauneuf-le-Rouge puis de  passer par Trets et Saint-Zacharie, marquant ainsi un court passage dans le département du Var. La boucle redescend jusqu'à Cassis, puis le retour vers Marseille se fait par le Col de la Gineste. L'arrivée se trouve sur le boulevard Michelet devant le Stade Vélodrome.
Le parcours comprend notamment trois côtes comptant pour le Grand Prix de la Montagne (les trois premiers en haut de chacune de ces côtes remportent respectivement 6, 4 et 2 points).
| Kilomètre | Nom                          |
| --------- | ---------------------------- |
| 62,2      | Col du Petit Galibier        |
| 95,5      | Col de l'Espigoulier         |
| 118,1     | Sommet Julhan - Les Bastides |

## Résultats

### Classement général
| Classement général | Classement général   | Classement général | Classement général          | Classement général |
|                    | Coureur              | Pays               | Équipe                      | Temps              |
| ------------------ | -------------------- | ------------------ | --------------------------- | ------------------ |
| 1er                | Justin Jules         | FRA                | La Pomme Marseille          | en 3 h 40 min 5 s  |
| 2e                 | Samuel Dumoulin      | FRA                | AG2R La Mondiale            | m.t                |
| 3e                 | Thomas Damuseau      | FRA                | Argos-Shimano               | m.t                |
| 4e                 | Anthony Roux         | FRA                | FDJ                         | m.t                |
| 5e                 | Sander Armée         | BEL                | Topsport Vlaanderen-Baloise | m.t                |
| 6e                 | Maxime Bouet         | FRA                | AG2R La Mondiale            | m.t                |
| 7e                 | Maxime Vantomme      | BEL                | Crelan-Euphony              | m.t                |
| 8e                 | Warren Barguil       | FRA                | Argos-Shimano               | m.t                |
| 9e                 | Björn Leukemans      | BEL                | Vacansoleil-DCM             | m.t                |
| 10e                | Pieter Vanspeybrouck | BEL                | Topsport Vlaanderen-Baloise | m.t                |
| modifier           |                      |                    |                             |                    |

### Grand Prix de la Montagne

#### Classements intermédiaires
Col du Petit Galibier (km 62,2)
|   | Coureur            | Équipe              | Points |
| - | ------------------ | ------------------- | ------ |
| 1 | Jelle Wallays      | Topsport Vlaanderen | 6      |
| 2 | Thomas Vaubourzeix | La Pomme Marseille  | 4      |
| 3 | Anthony Ravard     | AG2R La Mondiale    | 2      |

Col de l'Espigoulier (km 95,5)
|   | Coureur            | Équipe              | Points |
| - | ------------------ | ------------------- | ------ |
| 1 | Jelle Wallays      | Topsport Vlaanderen | 6      |
| 2 | Thomas Vaubourzeix | La Pomme Marseille  | 4      |
| 3 | Hubert Dupont      | AG2R La Mondiale    | 2      |

Sommet Julhan (km 118,1)
|   | Coureur            | Équipe              | Points |
| - | ------------------ | ------------------- | ------ |
| 1 | Jelle Wallays      | Topsport Vlaanderen | 6      |
| 2 | Thomas Vaubourzeix | La Pomme Marseille  | 4      |
| 3 | Hubert Dupont      | AG2R La Mondiale    | 2      |

#### Classement final
| Classement du Grand Prix de la montagne | Classement du Grand Prix de la montagne | Classement du Grand Prix de la montagne | Classement du Grand Prix de la montagne | Classement du Grand Prix de la montagne |
| --------------------------------------- | --------------------------------------- | --------------------------------------- | --------------------------------------- | --------------------------------------- |
|                                         | Coureur                                 | Pays                                    | Équipe                                  | Point(s)                                |
| 1er                                     | Jelle Wallays                           | Belgique                                | Topsport Vlaanderen-Baloise             | 18 points                               |
| 2e                                      | Thomas Vaubourzeix                      | France                                  | La Pomme Marseille                      | 12 pts                                  |
| 3e                                      | Hubert Dupont                           | France                                  | AG2R La Mondiale                        | 4 pts                                   |
| 4e                                      | Anthony Ravard                          | France                                  | AG2R La Mondiale                        | 2 pts                                   |
| modifier                                |                                         |                                         |                                         |                                         |

### Classement du meilleur jeune
| Classement général du meilleur jeune | Classement général du meilleur jeune | Classement général du meilleur jeune | Classement général du meilleur jeune | Classement général du meilleur jeune |
|                                      | Coureur                              | Pays                                 | Équipe                               | Temps                                |
| ------------------------------------ | ------------------------------------ | ------------------------------------ | ------------------------------------ | ------------------------------------ |
| 1er                                  | Thomas Damuseau                      | France                               | Argos-Shimano                        | en 3 h 40 min 05 s                   |
| 2e                                   | Warren Barguil                       | France                               | Argos-Shimano                        | m.t                                  |
| 3e                                   | Rudy Molard                          | France                               | Cofidis                              | m.t                                  |
| modifier                             |                                      |                                      |                                      |                                      |

## Liste des participants
| Légende | Légende                                                                                                  | Légende | Légende                                                                                |
| ------- | --- | ------- | -------------------------------------------------------------------------------------- |
| Num     | Dossard de départ porté par le coureur sur ce Tour                                                       | Pos     |                                                                                        |
| AB      | Indique un coureur qui n'a pas terminé une étape, suivi du numéro de l'étape où il s'est retiré          | HD      | Indique un coureur qui a terminé une étape hors des délais, suivi du numéro de l'étape |
| *       | Indique un coureur en lice pour le classement de meilleur jeune (coureurs nés après le 1er janvier 1988) |         | Indique le vainqueur du Grand Prix de la Montagne.                                     |

| AG2R La Mondiale ALM                 | AG2R La Mondiale ALM  | AG2R La Mondiale ALM |
| ------------------------------------ | --------------------- | -------------------- |
| Num                                  | Coureur               | Pos                  |
| 1                                    | Samuel Dumoulin (FRA) | 2e                   |
| 2                                    | Romain Bardet (FRA)   | 37e                  |
| 3                                    | Maxime Bouet (FRA)    | 6e                   |
| 4                                    | Axel Domont (FRA)     | AB                   |
| 5                                    | Hubert Dupont (FRA)   | 60e                  |
| 6                                    | Sylvain Georges (FRA) | AB                   |
| 7                                    | Steve Chainel (FRA)   | AB                   |
| 8                                    | Anthony Ravard (FRA)  | AB                   |
| Directeur sportif : Stéphane Goubert |                       |                      |

| FDJ                 | FDJ                     | FDJ |
| ------------------- | ----------------------- | --- |
| Num                 | Coureur                 | Pos |
| 11                  | Alexandre Geniez (FRA)  | 39  |
| 12                  | Anthony Geslin (FRA)    | 71  |
| 13                  | Laurent Mangel (FRA)    | AB  |
| 14                  | Cédric Pineau (FRA)     | 38  |
| 15                  | Thibaut Pinot (FRA)     | 33  |
| 16                  | Anthony Roux (FRA)      | 4   |
| 17                  | Benoît Vaugrenard (FRA) | 72  |
| 18                  | Arthur Vichot (FRA)     | 12  |
| Directeur sportif : |                         |     |

| Cofidis COF                          | Cofidis COF              | Cofidis COF |
| ------------------------------------ | ------------------------ | ----------- |
| Num                                  | Coureur                  | Pos         |
| 21                                   | Yoann Bagot (FRA)        | 75e         |
| 22                                   | Jérémy Bescond (FRA)     | AB          |
| 23                                   | Gert Jõeäär (EST)        | AB          |
| 24                                   | Romain Lemarchand (FRA)  | 23e         |
| 25                                   | Guillaume Levarlet (FRA) | 15e         |
| 26                                   | Rudy Molard (FRA)        | 17e         |
| 27                                   | Stéphane Poulhiès (FRA)  | AB          |
| 28                                   | Rein Taaramäe (EST)      | 44e         |
| Directeur sportif : Jean-Luc Jonrond |                          |             |

| Europcar EUC        | Europcar EUC | Europcar EUC |
| ------------------- | ------------ | ------------ |
| Num                 | Coureur      | Pos          |
| 31                  |              |              |
| 32                  |              |              |
| 33                  |              |              |
| 34                  |              |              |
| 35                  |              |              |
| 36                  |              |              |
| 37                  |              |              |
| 38                  |              |              |
| Directeur sportif : |              |              |

| BigMat-Auber 93 AUB | BigMat-Auber 93 AUB | BigMat-Auber 93 AUB |
| ------------------- | ------------------- | ------------------- |
| Num                 | Coureur             | Pos                 |
| 41                  |                     |                     |
| 42                  |                     |                     |
| 43                  |                     |                     |
| 44                  |                     |                     |
| 45                  |                     |                     |
| 46                  |                     |                     |
| 47                  |                     |                     |
| 48                  |                     |                     |
| Directeur sportif : |                     |                     |

| Crelan-Euphony CRE  | Crelan-Euphony CRE | Crelan-Euphony CRE |
| ------------------- | ------------------ | ------------------ |
| Num                 | Coureur            | Pos                |
| 51                  |                    |                    |
| 52                  |                    |                    |
| 53                  |                    |                    |
| 54                  |                    |                    |
| 55                  |                    |                    |
| 56                  |                    |                    |
| 57                  |                    |                    |
| 58                  |                    |                    |
| Directeur sportif : |                    |                    |

| Vacansoleil-DCM VCD | Vacansoleil-DCM VCD | Vacansoleil-DCM VCD |
| ------------------- | ------------------- | ------------------- |
| Num                 | Coureur             | Pos                 |
| 61                  |                     |                     |
| 62                  |                     |                     |
| 63                  |                     |                     |
| 64                  |                     |                     |
| 65                  |                     |                     |
| 66                  |                     |                     |
| 67                  |                     |                     |
| 68                  |                     |                     |
| Directeur sportif : |                     |                     |

| Euskaltel Euskadi EUS | Euskaltel Euskadi EUS | Euskaltel Euskadi EUS |
| --------------------- | --------------------- | --------------------- |
| Num                   | Coureur               | Pos                   |
| 71                    |                       |                       |
| 72                    |                       |                       |
| 73                    |                       |                       |
| 74                    |                       |                       |
| 75                    |                       |                       |
| 76                    |                       |                       |
| 77                    |                       |                       |
| 78                    |                       |                       |
| Directeur sportif :   |                       |                       |

| Topsport Vlaanderen-Baloise TSV | Topsport Vlaanderen-Baloise TSV | Topsport Vlaanderen-Baloise TSV |
| ------------------------------- | ------------------------------- | ------------------------------- |
| Num                             | Coureur                         | Pos                             |
| 81                              |                                 |                                 |
| 82                              |                                 |                                 |
| 83                              |                                 |                                 |
| 84                              |                                 |                                 |
| 85                              |                                 |                                 |
| 86                              |                                 |                                 |
| 87                              |                                 |                                 |
| 88                              |                                 |                                 |
| Directeur sportif :             |                                 |                                 |

| Bretagne-Seche Environnement BSE | Bretagne-Seche Environnement BSE | Bretagne-Seche Environnement BSE |
| -------------------------------- | -------------------------------- | -------------------------------- |
| Num                              | Coureur                          | Pos                              |
| 91                               |                                  |                                  |
| 92                               |                                  |                                  |
| 93                               |                                  |                                  |
| 94                               |                                  |                                  |
| 95                               |                                  |                                  |
| 96                               |                                  |                                  |
| 97                               |                                  |                                  |
| 98                               |                                  |                                  |
| Directeur sportif :              |                                  |                                  |

| Lotto-Belisol LTB   | Lotto-Belisol LTB | Lotto-Belisol LTB |
| ------------------- | ----------------- | ----------------- |
| Num                 | Coureur           | Pos               |
| 101                 |                   |                   |
| 102                 |                   |                   |
| 103                 |                   |                   |
| 104                 |                   |                   |
| 105                 |                   |                   |
| 106                 |                   |                   |
| 107                 |                   |                   |
| 108                 |                   |                   |
| Directeur sportif : |                   |                   |

| Sojasun SOJ         | Sojasun SOJ | Sojasun SOJ |
| ------------------- | ----------- | ----------- |
| Num                 | Coureur     | Pos         |
| 111                 |             |             |
| 112                 |             |             |
| 113                 |             |             |
| 114                 |             |             |
| 115                 |             |             |
| 116                 |             |             |
| 117                 |             |             |
| 118                 |             |             |
| Directeur sportif : |             |             |

| Accent Jobs-Wanty AJW | Accent Jobs-Wanty AJW | Accent Jobs-Wanty AJW |
| --------------------- | --------------------- | --------------------- |
| Num                   | Coureur               | Pos                   |
| 121                   |                       |                       |
| 122                   |                       |                       |
| 123                   |                       |                       |
| 124                   |                       |                       |
| 125                   |                       |                       |
| 126                   |                       |                       |
| 127                   |                       |                       |
| 128                   |                       |                       |
| Directeur sportif :   |                       |                       |

| Roubaix Lille Métropole RLM | Roubaix Lille Métropole RLM | Roubaix Lille Métropole RLM |
| --------------------------- | --------------------------- | --------------------------- |
| Num                         | Coureur                     | Pos                         |
| 131                         |                             |                             |
| 132                         |                             |                             |
| 133                         |                             |                             |
| 134                         |                             |                             |
| 135                         |                             |                             |
| 136                         |                             |                             |
| 137                         |                             |                             |
| 138                         |                             |                             |
| Directeur sportif :         |                             |                             |

| La Pomme Marseille LPM | La Pomme Marseille LPM | La Pomme Marseille LPM |
| ---------------------- | ---------------------- | ---------------------- |
| Num                    | Coureur                | Pos                    |
| 141                    |                        |                        |
| 142                    |                        |                        |
| 143                    |                        |                        |
| 144                    |                        |                        |
| 145                    |                        |                        |
| 146                    |                        |                        |
| 147                    |                        |                        |
| 148                    |                        |                        |
| Directeur sportif :    |                        |                        |

| An Post-ChainReaction SKT | An Post-ChainReaction SKT | An Post-ChainReaction SKT |
| ------------------------- | ------------------------- | ------------------------- |
| Num                       | Coureur                   | Pos                       |
| 151                       |                           |                           |
| 152                       |                           |                           |
| 153                       |                           |                           |
| 154                       |                           |                           |
| 155                       |                           |                           |
| 156                       |                           |                           |
| 157                       |                           |                           |
| 158                       |                           |                           |
| Directeur sportif :       |                           |                           |

| Argos-Shimano ARG   | Argos-Shimano ARG | Argos-Shimano ARG |
| ------------------- | ----------------- | ----------------- |
| Num                 | Coureur           | Pos               |
| 161                 |                   |                   |
| 162                 |                   |                   |
| 163                 |                   |                   |
| 164                 |                   |                   |
| 165                 |                   |                   |
| 166                 |                   |                   |
| 167                 |                   |                   |
| 168                 |                   |                   |
| Directeur sportif : |                   |                   |

| IAM                 | IAM     | IAM |
| ------------------- | ------- | --- |
| Num                 | Coureur | Pos |
| 171                 |         |     |
| 172                 |         |     |
| 173                 |         |     |
| 174                 |         |     |
| 175                 |         |     |
| 176                 |         |     |
| 177                 |         |     |
| 178                 |         |     |
| Directeur sportif : |         |     |